# Taj Mahal (musicista)
Henry Saint Clair Fredericks, noto come Taj Mahal (New York, 17 maggio 1942), è un musicista statunitense.

## Biografia
Taj Mahal crebbe a Springfield nel Massachusetts; suo padre era un musicista jazz e la madre un'insegnante afroamericana.
Nei primi anni sessanta studiò agricoltura e zootecnica all'University of Massachusetts Amherst, diplomandosi nel 1964.
Nello stesso anno, dopo il college, si trasferì a Los Angeles per formare i Rising Sons con Ry Cooder. Il gruppo incise un singolo con la Columbia Records, oltre ad altri album che non furono pubblicati fino al 1992. Non sentendosi appagato dalle attività del gruppo decise di intraprendere la carriera da solista.
La sua musica ha molteplici derivazioni, principalmente blues, reggae, cajun e gospel, ma riporta anche qualche influenza di musica hawaiiana, africana e caribica.
Ha vinto quattro Grammy Awards, tre come "Miglior album blues contemporaneo" (il primo nel 1997 con Señor Blues, il secondo nel 2000 con Shoutin' in key e il terzo nel 2018 con TajMo) e uno come "Miglior album blues tradizionale" (nel 2022 per Get On Board). Inoltre, ha collezionato dieci nomination, tra cui quella nel 2008 per il miglior album blues contemporaneo con l'album Maestro.
Nel 2006 è stato insignito del titolo di "official Blues Artist of the Commonwealth of Massachusetts".

## Discografia

### Album in studio
- 1968 - Taj Mahal
- 1968 - The Natch'l Blues
- 1969 - Giant Step/De Ole Folks at Home
- 1971 - Happy Just to Be Like I Am
- 1972 - Recycling the Blues & Other Related Stuff
- 1973 - Oooh So Good 'n Blues
- 1974 - Mo' Roots
- 1975 - Music Keeps Me Together
- 1976 - Satisfied 'n Tickled Too
- 1976 - Music Fuh Ya' (Musica Para Tu)
- 1977 - Brothers (film 1977)#Colonna sonora (colonna sonora)
- 1977 - Evolution (The Most Recent)
- 1986 - Taj
- 1988 - Shake Sugaree
- 1991 - Mule Bone
- 1991 - Like Never Before
- 1993 - Dancing the Blues
- 1995 - Mumtaz Mahal
- 1996 - Phantom Blues
- 1997 - Señor Blues
- 1998 - Sacred Island
- 1999 - Kulanjan
- 2003 - Hanapepe Dream
- 2005 - Mkutano Meets the Culture Musical Club of Zanzibar
- 2008 - Maestro
- 2022 - Get On Board
- 2023 - Savoy
- 2024 - Room On The Porch

### Album dal vivo
- 1971 - The Real Thing
- 1996 - An Evening of Acoustic Music
- 2000 - Shoutin' in Key

### Raccolte
- 2003 - Martin Scorsese Presents the Blues - Taj Mahal
- 2003 - Blues with a Feeling: The Very Best of Taj Mahal
- 2004 - Take a Giant Step: The Best of Taj Mahal
- 2005 - The Essential Taj Mahal

### Collaborazioni
- 1991 - The Source (Ali Farka Touré)
- 1996 - The Road to Escondito (J.J. Cale, Eric Clapton)
- 2004 - Music Makers with Taj Mahal (Various Artists)
- 2004 - Etta Baker with Taj Mahal (Etta Baker)
- 2017 - "TajMo" (con Keb' Mo')

## Riconoscimenti
- Grammy Awards[2]
  - 1997 – Miglior album blues contemporaneo per Señor Blues
  - 2000 – Miglior album blues contemporaneo per Shoutin' in Key
  - 2008 – Candidatura per il miglior album blues contemporaneo per Maestro
  - 2018 – Miglior album blues contemporaneo per TajMo
  - 2022 – Miglior album blues tradizionale per Get On Board
- Blues Music Awards
  - 2006 – Historical Album of the Year per The Essential Taj Mahal[3]